# Congregación de las Hijas de Jesús
La Congregación de las Hijas de Jesús, cuyos miembros se conocen como jesuitinas, término derivado de su clara inspiración ignaciana, es una congregación de la Iglesia católica, para la evangelización mediante la educación católica de los pueblos.

## Historia
La congregación fue fundada el 8 de diciembre de 1871 en Salamanca por Cándida María de Jesús, junto con otras cinco compañeras.
Su labor es principalmente educativa, fundando colegios y colegios mayores, desde párvulos hasta jóvenes. Tras la primera fundación, el colegio de Peñaranda de Bracamonte (Salamanca), llegaron los de Arévalo (Ávila), Bernardos (Segovia), Tolosa (Guipúzcoa) , El Espinar (Segovia), Coca (Segovia), Medina del Campo (Valladolid) y Pitillas (Navarra).
Se expandieron rápidamente por la geografía española. El 3 de octubre de 1911 empieza su expansión internacional en Brasil. Unos meses más tarde, el 9 de agosto de 1912, falleció en Salamanca la fundadora, la Madre Cándida, quien posteriormente fue beatificada el 12 de mayo de 1996 por Juan Pablo II y proclamada santa el 17 de octubre de 2010 por Benedicto XVI.
Años más tarde de esta primera ampliación, las Hijas de Jesús, concretamente en 1931, convirtieron a China en su siguiente destino. Desde entonces las Hijas de Jesús han seguido su labor evangelizadora a través de la educación y hoy en día ejercen su labor en Argentina, Bolivia, Brasil, Colombia, Cuba, China, España, Filipinas, Italia, Japón, Mozambique, República Dominicana, Taiwán, Uruguay y Venezuela, Indonesia.

## Labor actual
La Congregación de las Hijas de Jesús cuenta con diversos tipos de centros, principalmente dedicados a la educación: guarderías, escuelas, institutos de bachillerato, escuelas universitarias, colegios mayores, casas hogar, parroquias, centros de promoción de la mujer, residencias para jóvenes, casas de ejercicios, etc. Asimismo, y en consonancia con las circunstancias en las que se hallen, patrocinan y asisten a otras instituciones, civiles y eclesiales.
Las instituciones de las Hijas de Jesús no solo están formadas por educadoras religiosas, sino que están abiertas a los laicos.